# Rondibilis insularis
Rondibilis insularis es una especie de escarabajo longicornio del género Rondibilis, tribu Acanthocinini, subfamilia Lamiinae. Fue descrita científicamente por Hayashi en 1962.

## Descripción
Mide 7-10,5 milímetros de longitud.

## Distribución
Se distribuye por Japón.